# 小行星8396
小行星8396（英語：8396）是一颗围绕太阳公转的小行星。1993年10月19日，埃莉諾·赫琳在帕洛马山发现了此天体。
这颗小行星的绝对星等为354.8730943600655等。